# Alejandro Végh Villegas
Alejandro Végh Villages (Brüsszel, Belgium, 1928. október 17. – Montevideo, 2017. március 13.) uruguayi politikus, diplomata.

## Családja
1928. október 17-én született Brüsszelben Carlos Végh Garzón és Sofia Villegas Suarez gyermekeként. Apja 1967-ben gazdasági miniszter volt Uruguayban. Dédapja Végh Sándor 1848-as honvéd volt, aki a szabadságharc után elhagyta Magyarországot és végül Uruguayban telepedett le. Anyja Joaquín Suárez uruguayi elnök dédunokája volt. 1954-ben kötött házasságot Suzanne Gramonttal. Egy fiuk született, Carlos A. Vegh (1958), aki közgazdász, egyetemi tanár az Egyesült Államokban.

## Élete
1953-ban a montevideói Köztársasági Egyetemen ipari mérnök diplomát szerzett. Majd a Harvardon doktorált. 1967-ben az Ipari és Kereskedelmi Minisztérium államtitkára volt. 1974 és 1976 között illetve 1983 és 1985 között gazdasági és pénzügyminiszter volt. 1982-83-ban Uruguay nagykövete volt az Egyesült Államokban.